# Otitis mitjana
L'otitis mitjana és una inflamació de l'orella mitjana. S'acumula material d'aspecte serós o purulent en la caixa timpànica, i sovint comporta una perforació del timpà per on surt. Habitualment a causa d'etiologia viral o bacteriana.

## Classificació

### Otitis mitjana aguda, supurada o no
Aquesta infecció és molt comú la infància. Sovint en el curs d'un refredat. El símptoma predominant és el dolor (otàlgia), sovint intens, que cedeix en gran part si es perfora el timpà, llavors en sortir el material de la caixa, hi disminueix la pressió i així el dolor. No sol representar cap amenaça i se sol curar per si sola en 2-4 setmanes. A vegades requereix una incisió en el timpà (miringotomia) amb la inserció, en aquest, d'un drenatge.

### Otitis mitjana serosa o mucosa
El símptoma predominant és la hipoacúsia. Sovint en el curs d'un refredat.

### Otitis mitjana supurada crònica
S'acompanya d'una perforació crònica del timpà. Rarament dolorosa, sol cursar amb hipoacúsia.

## Complicacions

### Complicacions intratemporals

#### Mastoïditis
És la complicació més freqüent de l'otitis mitjana aguda, sobretot en nens.
Presenta dues fases:
- Mastoïditis aguda coalescent
- Mastoïditis exterioritzada (abscés subperiòstic)

#### Labirintitis
La laberintitis és inflamació originada per un procés infecciós que ha aconseguit penetrar a l'interior de la càpsula òtica que envolta el laberint.
- Labirintitis difuses
  - Labirintitis serosa: inflamació difusa sense contingut purulent.
  - Labirintitis purulenta: presenta una col·lecció purulenta endolabiríntica.
- Labirintitis circumscrites o fístules de l'orella mitjana: solen ser secundàries a un colesteatoma.

#### Paràlisi facial
En nens sovint apareix a causa d'una otitis mitjana aguda. En adults com a conseqüència d'un colesteatoma (l'1% dels colesteatomes presenten aquesta complicació).

### Complicacions intracranials
- Meningitis otògena
- Abscés (subdural, extradural i cerebral)
- Tromboflebitis del si sigmoïdal o lateral